# Ealdred I di Bernicia
Ealdred (... – 930 circa) figlio di Eadwulf fu un regnante di Bamburgh agli inizi del X secolo.

## Biografia
Il padre di Ealdred viene chiamato "re dei Sassoni del nord" dagli annali dell'Ulster, ma descritto solo come primo magistrato di Bamburgh dal cronista Æthelweard. Regnò sulla Northumbria dopo l'uccisione di Eowils e Halfdan nella battaglia di Tettenhall attorno al 910, fino alla morte nel 913. Non si sa se avesse già concessioni con la popolazione norrena su parte del territorio della nomina a re.
Secondo la Historia de Sancto Cuthberto, Ealdred "era amico di re Edoardo il Vecchio, così come il padre era stato un favorito di re Alfredo il Grande". Ealdred fu cacciato dalle sue terre da Ragnall ua Ímair nel 914 o, più probabilmente nel 918. Secondo la Historia trovò rifugio presso Constantín mac Áeda, re di Alba. Costoro avrebbero poi combattuto contro Ragnall nella battaglia di Corbridge, datata dagli Annali dell'Ulster e dalla Cronaca dei re di Alba al 918. La battaglia non ebbe un esito decisivo, tant'è che Ragnall restò signore almeno della Northumbria del sud, l'ex Deira, o forse di tutta la Northumbria. Potrebbe essere morto attorno al 930.